# Мескалеро (индейская резервация)
Мескалеро (англ. Mescalero Reservation) — индейская резервация, расположенная в южно-центральной части штата Нью-Мексико, США. 

## История
Мескалеро, вместе с кайова-апачами, хикарилья и липанами, входят в восточную группу апачей. Они проживали к югу от хикарилья и к западу от липанов, на территории современных штатов Нью-Мексико и Техас. Название племени дали испанцы, мескалеро означает народ мескаля — растения, которое в жизни племени играло важную роль.
Уже в XVII веке мескалеро совершали постоянные набеги и доставляли много проблем испанцам, вынуждая посылать карательные экспедиции, одной из которых был поход капитана Хуана Домингеса де Мендосы в 1653 году. В Войне за независимость Техаса племя поддержало техасцев, во время Американо-мексиканской войны снова выступило против мексиканцев. Американские поселенцы стали захватывать земли апачей и изгонять из Техаса, в результате чего, произошло много стычек между мескалеро и армией США.
27 мая 1873 года указом президента США Улисса Гранта для мескалеро была создана резервация близ форта Стэнтон. В 1883 году резервация приобрела современные границы. В 1905 году в Мескалеро  правительство США поселило несколько семей липан-апачей, а в 1913 году — часть чирикауа-апачей.

## География
Резервация расположена в южно-центральном Нью-Мексико, почти полностью в округе Отеро, небольшой участок находится в округе Линкольн. Мескалеро расположена на восточном склоне гор Сакраменто и граничит с национальным лесом Линкольн. Самая высокая гора — пик Сьерра-Бланка (3652 м, на языке мескалеро — Ndé Bizaa‘, Священная гора), священная для мескалеро-апачей и её посещение запрещено. Западная часть резервации представляет собой горы, поросшие лесом, на востоке лес постепенно сменяется равнинами.
Общая площадь Мескалеро составляет 1 862,36 км², из них 1 860,89 км² приходится на сушу и 1,47 км² — на воду. Административным центром резервации является статистически обособленная местность Мескалеро.

## Демография
В 2019 году в резервации проживало 3 834 человек. Расовый состав населения: белые — 197 чел., афроамериканцы — 2 чел., коренные американцы (индейцы США) — 3 588 чел., азиаты — 8 чел., океанийцы — 0 чел., представители других рас — 16 чел., представители двух или более рас — 23 человека. Плотность населения составляла 2,06 чел./км².

## Экономика
Экономика племени основана в основном на скотоводстве, туризме и продажи лицензий на охоту и рыбалку на территории резервации. Горы и предгорья покрыты сосновыми лесами, ресурсы и коммерческое развитие тщательно контролируются племенным советом мескалеро-апачей. Племя построило культурный центр рядом со своей штаб-квартирой на шоссе US 70 в крупнейшем населённом пункте Мескалеро. В нём представлены племенные артефакты и важная историческая информация. Племя также управляет другим, более крупным музеем на западном склоне гор Сакраменто в каньоне Дог, к югу от города Аламогордо.
Племя владеет отелем Mountain Gods, который включает гостиницу и казино, в Национальном лесу Линкольн, а также горнолыжным курортом Ski Apache. Это самая южная крупная горнолыжная зона в Северной Америке.